# Česká šachová extraliga 2015/2016
Česká šachová extraliga 2015/16 byla nejvyšší šachovou soutěží v sezoně 2015/16 v Česku. Zúčastnilo se 12 družstev, přičemž nováčky byly ŠK Duras BVK z Brna, který se vrátila po pěti sezónách v 1. lize a SK města Lysá nad Labem B, který se v extralize objevil vůbec poprvé. 
Prvních osm kol bylo odehráno formou dvoukol v sobotu a v neděli, kdy vždy 6 družstev hrálo toto dvoukolo doma a šest venku. Tato dvoukola se odehrála v termínech
7./8. listopadu 2015, 5./6. prosince 2015, 9./10. ledna 2016 a 6./7. února 2016. V těchto čtyřech dvoukolech každý celek hrál dva víkendy doma a dva venku, ale domácí celek v zápisu utkání neodpovídá vždy celku, který utkání skutečně hostil. Všechna utkání závěrečných tří kol byla odehrána od pátku 15. dubna 2016 do neděle 17. dubna 2016 v Turnově.
Posedmé v řadě zvítězil 1. Novoborský ŠK, přičemž vyhrál všech 11 zápasů, což se mu povedlo podruhé v historii. Svého největšího úspěchu 2. místa dosáhl tým Výstaviště Lysá nad Labem. Na 3. místo dosáhlo potřetí v historii družstvo BŠŠ Frýdek-Místek. Z extraligy sestoupil po čtyřech sezónách tým TŽ Třinec a po dvanácti sezónách poprvé v historii tým Zikuda Turnov. Do následujícího ročníku se nepřihlásil ani tým AD Mahrla Praha.

## Konečná tabulka
| Poř. | Tým                           | Z  | V  | R | P | BZ | BP   | VP |
| ---- | ----------------------------- | -- | -- | - | - | -- | ---- | -- |
| 1.   | 1. Novoborský ŠK (EP)         | 11 | 11 | 0 | 0 | 33 | 63,5 | 42 |
| 2.   | Výstaviště Lysá nad Labem     | 11 | 7  | 1 | 3 | 22 | 47,0 | 25 |
| 3.   | BŠŠ Frýdek-Místek             | 11 | 6  | 2 | 3 | 20 | 48,0 | 24 |
| 4.   | Rapid Pardubice               | 11 | 5  | 2 | 4 | 17 | 47,0 | 23 |
| 5.   | Labortech Ostrava             | 11 | 5  | 1 | 5 | 16 | 44,5 | 23 |
| 6.   | AD Mahrla Praha               | 11 | 4  | 3 | 4 | 15 | 43,0 | 23 |
| 7.   | ŠK Slavoj Poruba              | 11 | 4  | 2 | 5 | 14 | 42,5 | 17 |
| 8.   | Tatran Litovel                | 11 | 4  | 0 | 7 | 12 | 35,5 | 18 |
| 9.   | ŠK Duras BVK (N)              | 11 | 3  | 1 | 7 | 10 | 40,0 | 21 |
| 10.  | SK města Lysá nad Labem B (N) | 11 | 2  | 4 | 5 | 10 | 39,5 | 19 |
| 11.  | TŽ Třinec                     | 11 | 2  | 4 | 5 | 10 | 38,5 | 15 |
| 12.  | Zikuda Turnov                 | 11 | 1  | 4 | 6 | 7  | 39,0 | 12 |

## Hráči a sestavy
Do bojů celkem zasáhlo ve 12 družstvech 154 hráčů, z toho ani jedna žena. Zastoupení jednotlivých šachových federací bylo následující: Česko 94, Polsko 29, Rusko 8, Slovensko 6, Bělorusko 4, Ukrajina 3, Indie, Izrael, Německo po 2, Rumunsko, Lotyšsko, Rakousko, Arménie po 1. V následujícím seznamu jsou uvedeni hráči, kteří sehráli alespoň jednu partii. Počet sehraných partií je v závorce za jménem hráče. Vlajka označuje stát, v jehož národní federaci byl pro danou sezónu hráč registrován u FIDE.
- 1. Novoborský ŠK –  Radoslaw Wojtaszek (2),  Harikrišna Pentala (4),  David Navara (10),  Nikita Viťugov (4),  Alexej Širov (6),  Viktor Láznička (9),  Krišnan Sasikiran (2),  Mateusz Bartel (4),  Zbyněk Hráček (9),  Ján Markoš (5),  Vlastimil Babula (9),  Robert Cvek (7),  Štěpán Žilka (7),  Petr Hába (3),  Tadeáš Kriebel (7)
- Výstaviště Lysá nad Labem –  Ruslan Ponomariov (2),  Jevgenij Najer (8),  Vasily Jemelin (9),  Konstantin Landa (6),  Jiří Štoček (11),  Jan Krejčí (11),  Tomáš Oral (9),  Vlastimil Jansa (11),  Dorian Rogozenco (6),  Vojtěch Plát (9),  Eduard Meduna (5),  Martin Košnář (1)
- BŠŠ Frýdek-Místek –  Anton Korobov (4),  Sergej Azarov (11),  Andrej Žigalko (2),  Alexej Fedorov (7),  Rafal Antoniewski (7),  Vojtěch Rojíček (6),  Igors Rausis (5),  Vojtěch Zwardoň (11),  Petr Pisk (9),  Sergej Vesselovsky (9),  Stanislav Jasný (11),  Jakub Rabatin (6)
- Rapid Pardubice –  Jurij Kryvoručko (2),  Maxim Rodshtein (6),  Sergej Movsesjan (7),  Robert Kempinski (6),  Jan Votava (11),  Petr Neuman (11),  Andrej Kovalev (5),  Bartolomiej Heberla (2),  Lukáš Černoušek (10),  Martin Petr (8),  Jan Bernášek (11),   Miloš Jirovský (7),   Jiří Hlavnička (2)
- Labortech Ostrava –  Kamil Miton (8),  Artur Jakubiec (9),  Zbigniew Pakleza (11),  Jacek Stopa (4),  Vítězslav Rašík (11),  Jiří Kočiščák (9),  Petr Velička (9),  Richard Biolek (11),  Vladimír Talla (10),  Radoslaw Jedynak (1),  Jozef Michenka (4),  Aleš Krajina (1)
- AD Mahrla Praha –  Grzegorz Gajewski (4),  Bartosz Soćko (5),  Dariusz Swiercz (6),  Marcin Tazbir (5),  Krzysztof Bulski (7),  Maciej Klekowski (4),  Oleg Spirin (10),   Jaroslav Bureš (8),  Tomáš Kraus (11),  Epaminondas Kourousis (10),  Václav Svoboda (4),  Lukáš Vlasák (9),  Milan Orság (3),  Svatopluk Svoboda (2)
- Slavoj Ostrava - Poruba –  Alexander Miśta (11),  Piotr Bobras (7),  Krzysztof Jakubowski (7),  David Kaňovský (11),  Piotr Murdzia (8),  Karel Malinovský (11),  Radomír Caletka (10),  Lukáš Klíma (9),  Jan Sosna (4),  Jiří Adámek (9),  Jan Malík (1)
- Tatran Litovel –  Kacper Piorun (2),  Kamil Dragun (7),  Michal Luch (4),  Daniel Sadzikowski (4),  Tomáš Studnička (11),  Luboš Roško (4),  Kamil Stachowiak (7),  Lukáš Kuchynka (5),  Pavel Zpěvák (11),  Vojtěch Straka (10),  Lukasz Butkiewicz (7),  Vladimír Bělunek (10),  Ladislav Vaněk (5),  Petr Mohapl (1)
- ŠK Duras BVK –  David Shengelia (9),  Michail Děmidov (9),  Tomáš Polák (11),  Cyril Ponížil (11),  Juraj Lipka (4),  Martin Blahynka (11),  Neklan Vyskočil (9),  Pavel Blatný (11),  Jakub Roubalík (5),  Roman Chytilek (6),  Bronislav Vymazal (1),  Ondřej Nepomucký (1)
- SK města Lysá nad Labem B –  Emil Sutovsky (2),  Vladimir Potkin (6),  Jevgenij Vorobjov (6),  Igor Khenkin (6),  Tamás Petényi (6),  Martin Červený (10),  Van Thai Dai Nguyen (10),  Jan Šuráň (9),  Radek Londýn (9),  Vítězslav Priehoda (9),  Ivan Hausner (5),  Lubomír Neckář (1),  Jan Miesbauer (2),  Tadeáš Baláček (3),  Pavel Kolář (2),  Braňko Husárik (1),  Pavel Kožený (1)
- TŽ Třinec –  Alexandr Danin (5),  Peter Michalík (9),  Richard Biolek (11),  Tomáš Petrík (8),  Igor Štohl (9),  Jakub Szotkowski (10),  Ladislav Langner (11),  Milan Walek (8),  Martin Frolík (8),  Jacek Szwed (2),  Jan Sikora (6),  Milan Babula (1)
- ŠK Zikuda Turnov –  Ľubomír Ftáčnik (11),  Falko Bindrich (7),  Lukasz Cyborowski (8),  Pavel Šimáček (11),  Pavel Jaracz (5),  Marek Vokáč (11),  Michal Konopka (11),  Pavel Čech (11),  Jan Sodoma (11),  Zdeněk Maršálek (2)